# Waldemar Sobota
Waldemar Sobota (Ozimek, Polonia, 19 de mayo de 1987) es un futbolista polaco que juega como delantero. Desde noviembre de 2022 compite en fútbol sala con el Dreman Opole Komprachcice de la Ekstraklasa.

## Selección nacional
Fue internacional con la selección de fútbol de Polonia en 17 ocasiones y anotó 4 goles por dicho seleccionado. También participó en el seleccionado sub-23, donde jugó apenas 3 partidos.

## Clubes
| Club             | País     | Año       |
| ---------------- | -------- | --------- |
| Małapanew Ozimek | Polonia  | 2002-2005 |
| KS Krasiejów     | Polonia  | 2005-2007 |
| MKS Kluczbork    | Polonia  | 2007-2010 |
| Śląsk Wrocław    | Polonia  | 2010-2013 |
| Club Brujas      | Bélgica  | 2013-2015 |
| F. C. St. Pauli  | Alemania | 2015-2020 |
| Śląsk Wrocław    | Polonia  | 2020-2022 |

## Palmarés

### Títulos nacionales
| Título               | Club          | País    | Año  |
| -------------------- | ------------- | ------- | ---- |
| Ekstraklasa          | Śląsk Wrocław | Polonia | 2012 |
| Supercopa de Polonia | Śląsk Wrocław | Polonia | 2012 |